# Safir (dragi kamen)
Safir (grč. sappheiros, "plavi kamen") skup je dragog kamenja minerala korunda, oksida aluminija (α-Al2O3). Tragovi drugih elemenata poput željeza, titanija, kroma, bakra ili magnezija može korundu dati plavu, žutu, ružičastu, ljubičastu, narančastu ili zelenkastu boju. Nečistoća kroma u korundu daju crveni ton, a rezultat toga je dragi kamen koji se zove rubin.
Safir se najčešće nosi kao nakit. Može se, naravno, pronaći u određenim sedimentima (zbog većeg otpora na eroziju u odnosu na drugo, mekše kamenje) ili stijenama. Zbog izvanredne tvrdoće safira, 9 na Mohsovoj ljestvici (i glinice u cjelini), safir se koristi u nekim od ne-ukrasnih aplikacija, uključujući i infracrvene optičke komponente.

## Nalazišta
Danas postoje mnoga nalazišta safira, uključujući u Istočnoj Australiji, na Tajlandu, Šri Lanki, Kini, Madagaskaru, Istočnoj Africi i SAD-u (Montana) te drugim zemljama. Najkvalitetniji komadi dolaze iz Kašmira u Indiji.

## Vanjske poveznice
- Webmineral.com, Webmineral Corundum Page, Webmineral with extensive crystallographic and mineralogical information on Corundum
- Farlang Sapphire Izvori dozens of (historical) full text books and (CIBJO) gem information